# إعلان الدوحة 2015
يمثِل «إعلان الدوحة» أهم مخرجات مؤتمر الأمم المتحدة الثالث عشر لمنع الجريمة والعدالة الجنائية - الدوحة 2015 بشأن إدماج منع الجريمة والعدالة الاجتماعية في جدول أعمال الأمم المتحدة الأوسع من أجل التصدي للتحديات الاجتماعية والاقتصادية وتعزيز سيادة القانون ، حيث حظي الإعلان بموافقة الجميع وتم اعتماده من قبل رؤساء الدول والحكومات والوزراء وممثلي الدول الأعضاء المشاركين في المؤتمر وعلى رأسهم سعادة السيد/ بان كي مون الأمين العام للأمم المتحدة والذي يشارك لأول مرة، وسعادة السيد/ سام كوتيسا رئيس الجمعية العامة للأمم المتحدة ، وبمشاركة نحو 5000 آلاف من حوالي 142 دولة من مختلف دول العالم.
وقد تضمن إعلان الدوحة 14 بنداً، أكد خلالها على التزام المشاركين بدعم سيادة القانون ومنع ومكافحة الإجرام بكل أشكاله ومظاهره على الصعيدين المحلي والدولي، والعمل على تفعيل الأنظمة المعنية بالعدالة الجنائية، إلى جانب توفير سبل الوصول إلى العدالة للجميع.

## النص الكامل لـــ«مشروع إعلان الدوحة»
نحن، رؤساء الدول والحكومات ووزراء وممثلي الدول الأعضاء،
وقد اجتمعنا في مؤتمر الأمم المتحدة الثالث عشر لمنع الجريمة والعدالة الجنائية، المنعقد في الدوحة، من 12 إلى 19 نيسان/أبريل 2015، من أجل إعادة تأكيد التزامنا المشترك بدعم سيادة القانون ومنع ومكافحة الإجرام بكل أشكاله ومظاهره، على الصعيدين المحلي والدولي؛ وبالعمل على أن تكون نظمنا المعنية بالعدالة الجنائية فعالة ومنصفة وإنسانية وقابلة للمساءلة؛ وبتوفير سبل الوصول إلى العدالة للجميع؛ وببناء مؤسسات فعالة وخاضعة للمساءلة ونـزيهة وشاملة للجميع على جميع المستويات؛ وبالتمسك بمبدأ كرامة الإنسان وبمراعاة واحترام جميع حقوق الإنسان وحرياته الأساسية في كل الأحوال،

### وتحقيقاً لهذه الغاية، نعلن ما يلي
(1) نعرب عن عرفاننا وتقديرنا لإرث مؤتمرات الأمم المتحدة لمنع الجريمة والعدالة الجنائية، الممتد منذ 60 سنة، بصفتها من أكبر المحافل الدولية وأكثرها تنوُّعاً من حيث تبادل الآراء والتجارب في مجالات البحوث وتطوير القوانين والسياسات والبرامج بين الدول والمنظمات الحكومية الدولية والخبراء الأفراد الذين يمثلون مختلف المهن والتخصصات، بهدف استبانة الاتجاهات والمسائل المستجدة في ميدان منع الجريمة والعدالة الجنائية، وعن تقديرنا لدورها المهم المستمر. ونعترف بما قدمته تلك المؤتمرات من مساهمات فريدة ومهمة في تطوير القوانين والسياسات، وكذلك في استبانة الاتجاهات والمسائل المستجدة في مجال منع الجريمة والعدالة الجنائية.
(2) نؤكِّد مجدداً ما تتسم به مسائل منع الجريمة والعدالة الجنائية من طابع شامل لمختلف القطاعات، وما يستتبعه ذلك من حاجة إلى إدماج تلك المسائل في جدول أعمال الأمم المتحدة الأوسع نطاقاً، من أجل تعزيز التنسيق على نطاق المنظومة. ونتطلع إلى ما ستقدمه لجنة منع الجريمة والعدالة الجنائية في المستقبل من مساهمات فيما يتعلق بصوغ وتنفيذ السياسات والبرامج الوطنية والدولية في مجال منع الجريمة والعدالة الجنائية، آخذةً في اعتبارها توصيات المؤتمرات ومرتكِزةً عليها.
(3) ندرك ما لفعالية نظم منع الجريمة والعدالة الجنائية والمؤسسات المكوِّنة لها واتّسامها بالإنصاف والإنسانية والخضوع للمساءلة من أهمية كعنصر محوري في إرساء سيادة القانون. ونلتزم باتباع نُهج شمولية وجامعة في مواجهة الإجرام والعنف والفساد والإرهاب بكل أشكالها ومظاهرها، وبالعمل على تنفيذ تدابير المواجهة تلك على نحو منسق ومتماسك، جنباً إلى جنب مع برامج أو تدابير أوسع للتنمية الاجتماعية والاقتصادية والقضاء على الفقر واحترام التنوع الثقافي وتحقيق السلم الاجتماعي وإشراك جميع فئات المجتمع.
(4) نسلِّم بأنَّ التنمية المستدامة وسيادة القانون مترابطان ترابطاً شديداً ويعزز كل منهما الآخر. ولذلك، نرحِّب بإرساء عملية شفافة وشاملة للجميع على الصعيد الحكومي الدولي فيما يخص خطة التنمية لما بعد عام 2015، التي تهدف إلى وضع أهداف عالمية للتنمية المستدامة توافق عليها الجمعية العامة، ونُقِرُّ بأن مقترحات الفريق العامل المفتوح المعني بأهداف التنمية المستدامة، التابع للجمعية العامة، هي الأساس الرئيسي لإدماج أهداف التنمية المستدامة في خطة التنمية لما بعد عام 2015، مع تسليمنا بأنه سيُنظر أيضاً في مساهمات أخرى. ونؤكد مجدداً في هذا السياق أنَّ الترويج لمجتمعات مسالمة وخالية من الفساد ومشرِكة للجميع ذو أهمية في التنمية المستدامة، مع التشديد على اتباع نهج متمحور حول الناس يوفر سبل العدالة للجميع ويبني مؤسسات فعالة وخاضعة للمساءلة وشاملة للجميع على جميع المستويات.
(5) نؤكِّد مجدداً التزامنا بدعم فعالية نظم العدالة الجنائية والمؤسسات المكوِّنة لها واتّسامها بالإنصاف والإنسانية والخضوع للمساءلة وعزمنا السياسي القوي على القيام بذلك، ونشجع مشاركة جميع قطاعات المجتمع وإشراكها فعلياً، مما يهيئ الظروف اللازمة للنهوض بجدول أعمال الأمم المتحدة الأوسع، مع إيلاء مراعاة تامة لمبدأي سيادة الدول وسلامتها الإقليمية، والتسليم بمسؤولية الدول الأعضاء عن مراعاة كرامة الإنسان وجميع الحقوق الإنسانية والحريات الأساسية لكل البشر، وخصوصاً المتأثرين بالجريمة والذين قد يكونون على احتكاك مع نظام العدالة الجنائية، بمن فيهم المستضعفون من أفراد المجتمع، بصرف النظر عن وضعيتهم، الذين قد يتعرضون لأشكال تمييز متعددة وشديدة، وعن منع ومكافحة الجرائم المدفوعة بعدم التسامح أو التمييز، أيا كان شكله. وتحقيقا لتلك الغاية، نعتزم ما يلي:
- اعتماد سياسات وبرامج وطنية في مجال منع الجريمة والعدالة الجنائية تتسم بالشمولية وبإشراك الجميع، وتأخذ بعين الاعتبار الكامل ما يوجد من أدلة ومن عوامل أخرى ذات صلة، بما فيها الأسباب الجذرية للإجرام والظروف المساعدة على حدوثه، وتتوافق مع التزاماتنا بمقتضى القانون الدولي، وتراعي ما يتصل بذلك من معايير الأمم المتحدة وقواعدها في مجال منع الجريمة والعدالة الجنائية، وضمان التدريب الملائم للموظفين المكلفين بتدعيم سيادة القانون وحماية حقوق الإنسان وحرياته الأساسية
- ضمان حق كل فرد في محاكمة منصفة، دون إبطاء لا داعي له، أمام هيئة مختصة ومستقلة ومحايدة يحددها القانون، وفي تيسُّر سبل الوصول إلى العدالة على قدم المساواة، مع ضمانات بمراعاة الأصول الإجرائية، وتيسُّر الاستعانة بمحام وبمترجم شفوي إذا لزم الأمر، وضمان ما تنص عليه اتفاقية فيينا للعلاقات القنصلية( ) من حقوق ذات صلة؛ وتَوخّي الحرص الواجب لمنع أفعال العنف ومكافحتها؛ واتخاذ تدابير تشريعية وإدارية وقضائية فعالة لمنع وملاحقة ومعاقبة جميع أشكال التعذيب وغيره من أشكال المعاملة أو العقوبة القاسية أو اللاإنسانية أو المهينة، وللقضاء على إمكانية الإفلات من العقاب
- مراجعة وإصلاح سياسات المساعدة القانونية من أجل توسيع سبل الحصول على مساعدة قانونية فعالة في الإجراءات الجنائية، لمن لا يمتلك موارد كافية أو عندما تقتضي ذلك مصلحة العدالة، بوسائل منها وضع خطط وطنية في هذا المجال إذا اقتضت الضرورة، وبناء قدرات لتوفير وضمان سبل الحصول على المساعدة القانونية بكل أشكالها في جميع الشؤون، مع مراعاة مبادئ الأمم المتحدة وتوجيهاتها بشأن سبل الحصول على المساعدة القانونية في نظم العدالة الجنائية
- بذل قصارى الجهود لمنع الفساد ومكافحته، ولتنفيذ تدابير تهدف إلى تعزيز الشفافية في الإدارة العمومية وإلى تشجيع النـزاهة والمساءلة في نظمنا المعنية بالعدالة الجنائية، بما يتوافق مع اتفاقية الأمم المتحدة لمكافحة الفساد
- إدماج المسائل المتعلقة بالأطفال والشباب في جهودنا الرامية إلى إصلاح نظم العدالة الجنائية، إدراكاً منا لأهمية حماية الأطفال من جميع أشكال العنف والاستغلال والتعدّي، بما يتَّسق مع التزامات الأطراف بمقتضى الصكوك الدولية ذات الصلة، بما فيها اتفاقية حقوق الطفل( ) وبروتوكوليها الاختياريين،( ) ومع مراعاة ما يتصل بذلك من أحكام استراتيجيات الأمم المتحدة وتدابيرها العملية النموذجية للقضاء على العنف ضد الأطفال في مجال منع الجريمة والعدالة الجنائية؛( ) وصوغ وتطبيق سياسات في مجال العدالة تكون شاملة ومتحسسة لمشاعر الطفل وتركز على ما يحقق مصلحة الطفل على الوجه الأفضل، بما يتوافق مع مبدأ عدم اللجوء إلى حرمان الأطفال من حريتهم إلا كملاذ أخير ولأقصر مدة مناسبة ممكنة، لحماية الأطفال الذين هم على احتكاك بنظام العدالة الجنائية وكذلك الأطفال الذين هم في أي حالة أخرى تتطلب إجراءات قانونية، خصوصاً فيما يتعلق بعلاجهم وإعادة إدماجهم في المجتمع. ونتطلع في هذا الصدد إلى نتائج الدراسة العالمية عن الأطفال المجرَّدين من حريتهم
- إدراج منظور جنساني في صميم نظمنا المعنية بالعدالة الجنائية، بصوغ وتنفيذ استراتيجيات وخطط وطنية لتشجيع الحماية التامة للنساء والفتيات من جميع أشكال العنف، بما فيها قتل النساء والفتيات لأسباب تتعلق بنوع الجنس، بما يتوافق مع التزامات الأطراف بمقتضى اتفاقية القضاء على جميع أشكال التمييز ضد المرأة( ) وبروتوكولها الاختياري،( ) ومع مراعاة الصيغة المحدَّثة للاستراتيجيات النموذجية والتدابير العملية للقضاء على العنف ضد المرأة في مجال منع الجريمة والعدالة الجنائية( ) وقرارات الجمعية العامة بشأن قتل النساء والفتيات لأسباب تتعلق بنوع الجنس
- الترويج لتدابير خاصة بنوع الجنس كجزء لا يتجزأ من سياساتنا المتعلقة بمنع الجريمة والعدالة الجنائية ومعاملة الجناة، بما في ذلك إعادة تأهيل الجانيات وإعادة إدماجهن في المجتمع، مع مراعاة قواعد الأمم المتحدة لمعاملة السجينات والتدابير غير الاحتجازية للمجرمات
- صوغ وتنفيذ استراتيجيات وخطط وطنية ملائمة وفعالة للارتقاء بوضعية المرأة في نظم ومؤسسات العدالة الجنائية على صعيد المراتب القيادية والإدارية وغيره
- تعزيز تساوي جميع الأشخاص أمام القانون، بما في ذلك المساواة بين الجنسين، للأفراد المنتمين إلى أقليات ولأهالي البلدان الأصليين بوسائل منها اتباع نهج شامل بالتعاون مع سائر قطاعات الحكومة وأعضاء المجتمع المدني ذوي الصلة ووسائط الإعلام، وتشجيع توظيف الأفراد المنتمين لتلك الفئات لدى مؤسسات العدالة الجنائية
- تنفيذ وتعزيز سياسات بشأن نـزلاء السجون تُركِّز على التعليم والعمل والرعاية الطبية وإعادة التأهيل وإعادة الإدماج في المجتمع ومنع معادوة الإجرام؛ والنظر في تطوير وتدعيم السياسات الرامية إلى دعم أسر السجناء؛ وكذلك ترويج وتشجيع استخدام بدائل السَّجن حيثما كان مناسباً، ومراجعة أو إصلاح إجراءاتنا الخاصة بالعدالة التصالحية وغيرها من الإجراءات دعماً لنجاح عملية إعادة الإدماج
- تكثيف جهودنا الرامية إلى مواجهة التحدي المتمثل في اكتظاظ السجون من خلال إصلاحات مناسبة لنظم العدالة الجنائية، تشمل، عند الاقتضاء، إجراء مراجعة للسياسات العقابية واتخاذ تدابير عملية للحد من الاحتجاز السابق للمحاكمة وتعزيز استخدام الجزاءات غير الاحتجازية وتحسين سبل الحصول على المساعدة القانونية إلى أقصى مدى ممكن
- اعتماد تدابير فعالة للتعرُّف على الضحايا والشهود وحمايتهم وتقديم الدعم والمساعدة لهم ضمن إطار تدابير العدالة الجنائية التي تستهدف التصدي لجميع الجرائم، بما فيها الفساد والإرهاب، بما يتوافق مع الصكوك الدولية ذات الصلة ومع مراعاة معايير الأمم المتحدة وقواعدها في مجال منع الجريمة والعدالة الجنائية
- تنفيذ نَهج موجَّه نحو الضحايا يهدف إلى منع ومكافحة جميع أشكال الاتجار بالأشخاص لأغراض الاستغلال، بما فيه استغلال دعارة الغير أو سائر أشكال الاستغلال الجنسي، أو السخرة أو الخدمة القسرية، أو الرق أو الممارسات الشبيهة بالرق، أو الاستعباد أو نـزع الأعضاء، وذلك بما يتوافق مع الأحكام ذات الصلة من بروتوكول منع وقمع ومعاقبة الاتجار بالأشخاص، وبخاصة النساء والأطفال، المكمِّل لاتفاقية الأمم المتحدة لمكافحة الجريمة المنظمة عبر الوطنية،( ) ومع مراعاة خطة عمل الأمم المتحدة العالمية لمكافحة الاتجار بالأشخاص؛( ) والعمل مع المنظمات الإقليمية والدولية ومنظمات المجتمع المدني، حسب الاقتضاء، على تذليل العقبات التي قد تعوق توصيل المساعدة الاجتماعية والقانونية إلى ضحايا الاتجار
- تنفيذ تدابير فعالة لحماية الحقوق الإنسانية للمهاجرين المهرَّبين، لا سيما النساء والأطفال، والأطفال المهاجرين غير المصاحَبين، بما يتوافق مع التزامات الأطراف بمقتضى اتفاقية الأمم المتحدة لمكافحة الجريمة المنظمة عبر الوطنية( ) وبروتوكولها المتعلق بمكافحة تهريب المهاجرين عن طريق البر والبحر والجو،( ) والتي تتضمن الالتزام بألا يصبح المهاجرون عُرضة للملاحقة الجنائية في إطار البروتوكول لمجرد كونهم هدفاً لفعل التهريب، وبمقتضى سائر الصكوك الدولية ذات الصلة؛ وبذل قصارى الجهود لمنع فقدان المزيد من الأرواح ولجلب الجناة للمثول أمام العدالة
- تنفيذ تدابير فعالة للقضاء على العنف ضد جميع المهاجرين والعمال المهاجرين وأسرهم، واتخاذ كل الخطوات القانونية والإدارية اللازمة لمنع ومكافحة الجرائم المنطوية على استعمال العنف ضد تلك الفئات
- إجراء مزيد من البحوث حول الإيذاء الإجرامي المرتكب بدوافع تمييزية، أيا كان نوعها، وجمع بيانات عنه، وتبادل التجارب والمعلومات المتعلقة بالقوانين والسياسات الفعالة التي يمكن أن تمنع وقوع تلك الجرائم، وجلب الجناة للمثول أمام العدالة، وتقديم الدعم للضحايا
- النظر في تزويد العاملين في مجال العدالة الجنائية بتدريب متخصِّص لتعزيز قدرتهم على التعرف على جرائم الكراهية المرتكبة بدوافع تمييزية، أيا كان نوعها، وعلى فهم تلك الجرائم وقمعها والتحري عنها، ومساعدتهم على الانخراط بفعالية في أوساط الضحايا، وبناء ثقة الناس وتعاونهم مع أجهزة العدالة الجنائية
- تكثيف جهودنا الوطنية والدولية للقضاء على جميع أشكال التمييز، بما فيها العنصرية والتعصُّب الديني وكره الأجانب والتمييز المتعلق بنوع الجنس، بوسائل منها تعزيز الوعي وإعداد مواد وبرامج تثقيفية، والنظر في صوغ وإنفاذ تشريعات مناهضة للتمييز، حيثما اقتضى الأمر
- العمل، من خلال إجراءات محلية مناسبة لاستبانة القضايا ومعالجتها في الوقت المناسب، على منع ومكافحة أفعال العنف المندرجة ضمن نطاق ولايتنا القضائية والموجَّهة ضد الصحفيين والعاملين في وسائط الإعلام، الذين تجعلهم واجباتهم المهنية معرَّضين بوجه خاص للترهيب والمضايقة والعنف، خصوصاً من جانب الجماعات الإجرامية المنظمة والإرهابيين وفي ظروف الن‍زاعات وما بعد الن‍زاعات، وضمان الخضوع للمساءلة من خلال تحقيقات نـزيهة وسريعة وفعالة، بما يتوافق مع التشريعات الوطنية وأحكام القانون الدولي المنطبقة
- تدعيم استحداث واستخدام الأدوات والطرائق الرامية إلى زيادة توافر المعلومات الإحصائية والدراسات التحليلية المتعلقة بالإجرام والعدالة الجنائية على الصعيد الدولي وتحسين نوعية تلك المعلومات والدراسات، من أجل قياس أثر تدابير التصدي للإجرام وتقييمه على نحو أفضل وتعزيز فعالية برامج منع الجريمة والعدالة الجنائية على الصعيد الوطني والإقليمي والدولي.

(6) نرحب بالعمل الذي اضطلع به فريق الخبراء الحكومي الدولي المفتوح العضوية المعني بتنقيح القواعد النموذجية الدنيا لمعاملة السجناء، ونحيط علماً بمشروع الصيغة المحدثة لتلك القواعد، الذي أنجزه فريق الخبراء في اجتماعه المعقود في كيب تاون، جنوب أفريقيا، في الفترة من 2 إلى 5 آذار/مارس 2015، ونتطلع إلى نظر لجنة منع الجريمة والعدالة الجنائية في هذا المشروع المنقَّح واتخاذها إجراءً بشأنه.
(7) نُشدِّد على أنَّ توفير التعليم لجميع الأطفال والشباب، بما في ذلك القضاء على الأُمِّية، هو ضرورة أساسية لمنع الجريمة والفساد ولترويج ثقافة قائمة على الامتثال للقانون تدعم سيادة القانون وحقوق الإنسان، مع مراعاة الهوّيات الثقافية. ونُشدِّد أيضاً في هذا الصدد على الدور الأساسي لمشاركة الشباب في جهود منع الجريمة. ولذلك، نعتزم ما يلي:
- توفير بيئة تعلُّم في المدارس تتسم بالأمان والإيجابية والأمن، مدعومة من المجتمع المحلي، بوسائل منها حماية الأطفال من جميع أشكال العنف والمضايقة والبلطجة والتعدي الجنسي وتعاطي المخدِّرات، بما يتوافق مع القوانين الداخلية
- إدماج منع الجريمة والعدالة الجنائية وسائر جوانب سيادة القانون في نظمنا التعليمية المحلية
- إدماج استراتيجيات منع الجريمة والعدالة الجنائية في جميع السياسات والبرامج الاجتماعية والاقتصادية ذات الصلة، وخصوصاً تلك التي تمس الشباب، مع إيلاء اهتمام خاص للبرامج التي تركز على زيادة فرص التعليم والعمل للشباب والبالغين اليافعين
- توفير إمكانية حصول الجميع على التعليم، بما فيه اكتساب المهارات التقنية والمهنية، وكذلك تعزيز مهارات التعلُّم طِوال الحياة لدى الجميع.

(8) نعتزم توطيد التعاون الدولي بصفته ركناً أساسياً في جهودنا الرامية إلى تعزيز منع الجريمة وضمان اتسام نظمنا المعنية بالعدالة الجنائية بالفعالية والإنصاف والإنسانية والخضوع للمساءلة، وصولاً إلى منع ومكافحة جميع الجرائم في نهاية المطاف. ونشجِّع الدول الأطراف على تنفيذ اتفاقية الأمم المتحدة لمكافحة الجريمة المنظمة عبر الوطنية والبروتوكولات الملحقة بها واتفاقية الأمم المتحدة لمكافحة الفساد والاتفاقيات الدولية الثلاث لمراقبة المخدِّرات والاتفاقيات والبروتوكولات الدولية المتعلقة بمكافحة الإرهاب، وعلى الاستفادة من تلك الصكوك استفادة أنجع؛ ونحث جميع الدول الأعضاء التي لم تصدِّق على تلك الصكوك أو لم تنضم إليها بعدُ على النظر في فعل ذلك. ونشدِّد على وجوب أن تكون أي تدابير تتخذ لمكافحة الإرهاب ممتثلةً لجميع التزاماتنا بمقتضى القانون الدولي. ونعتزم المضي في تعزيز التعاون الدولي على وقف الاستغلال المنهجي لأعداد كبيرة من الأفراد الذين يُكرَهون ويُقسَرون على العيش تحت وطأة التعدي والمهانة. ولذلك نسعى جاهدين إلى:
- تعزيز وتوطيد التعاون الدولي والإقليمي على المضي في تطوير قدرات نظم العدالة الجنائية الوطنية، بوسائل منها بذل جهود لتحديث التشريعات الوطنية وتدعيمها حسب الاقتضاء، وكذلك الاشتراك معاً في تدريب موظفي أجهزة العدالة الجنائية في بلداننا والارتقاء بمهاراتهم، خصوصاً من أجل تعزيز نشوء سلطات مركزية قوية وفعالة تُعنى بالتعاون الدولي في المسائل الجنائية، بما في ذلك تسليم المطلوبين وتبادل المساعدة القانونية ونقل الإجراءات الجنائية ونقل الأشخاص المحكوم عليهم؛ وإبرام اتفاقات تعاون ثنائية وإقليمية عند الاقتضاء، ومواصلة إنشاء شبكات متخصصة تضم سلطات إنفاذ القانون والسلطات المركزية وأعضاء النيابات العامة والقضاة ومحامي الدفاع ومقدمي المساعدة القانونية، من أجل تبادل المعلومات وتقاسُم الممارسات الجيدة والخبرات الفنية، بوسائل تشمل، عند الاقتضاء، الترويج لإنشاء شبكة افتراضية عالمية، من أجل تطوير الاتصال المباشر بين السلطات المختصة، حيثما أمكن ذلك، تعزيزاً لتقاسم المعلومات وتبادل المساعدة القانونية، باستخدام منصات المعلومات والاتصالات على أفضل وجه
- مواصلة دعم تنفيذ برامج بناء القدرات، وتدريب موظفي أجهزة العدالة الجنائية على منع ومكافحة الإرهاب بكل أشكاله ومظاهره، بما يتوافق مع حقوق الإنسان وحرياته الأساسية، وبما في ذلك ما يتعلق بالتعاون الدولي في المسائل الجنائية وتمويل الإرهاب واستخدام الإنترنت لأغراض إرهابية وتدمير الإرهابيين للتراث الثقافي والاختطاف للحصول على فدية أو بغرض الابتزاز، وكذلك معالجة الظروف التي تساعد على انتشار الإرهاب؛ والتعاون على استبانة مجالات مناسبة للعمل المشترك، وكذلك في معالجة تلك المجالات ومواصلة تحليلها، بوسائل منها تبادل المعلومات وتقاسُم التجارب والممارسات الفضلى على نحو فعَّال، من أجل مواجهة ما يوجد في بعض الأحيان من صلات متنامية أو محتملة بين الجريمة المنظَّمة عبر الوطنية والأنشطة غير المشروعة المتصلة بالمخدِّرات وأنشطة غسل الأموال وتمويل الإرهاب، بغية تعزيز ما تتخذه نظم العدالة الجنائية من تدابير للتصدي لتلك الجرائم
- اعتماد تدابير فعَّالة، على الصعيدين الوطني والدولي، تهدف إلى الحيلولة دون انتفاع الجماعات الإرهابية بمبالغ الفدية
- توطيد التعاون على الصعيد الدولي والإقليمي ودون الإقليمي والثنائي من أجل مواجهة خطر المقاتلين الإرهابيين الأجانب، بوسائل منها تعزيز تقاسم المعلومات العملياتية في الوقت المناسب وتقديم الدعم اللوجستي، حسب الاقتضاء، وأنشطة بناء القدرات، كتلك التي يوفِّرها مكتب الأمم المتحدة المعني بالمخدِّرات والجريمة، بهدف تقاسم واعتماد الممارسات الفضلى في تحديد هوية أولئك المقاتلين الإرهابيين الأجانب ومنع سفرهم من الدول الأعضاء أو إليها أو عبرها، ومنع تمويلهم وحشدهم وتجنيدهم وتنظيمهم؛ ومواجهة التطرُّف المقترن بالعنف ونشر الأفكار الراديكالية الجانحة إلى العنف، اللذين يمكن أن يفضيا إلى الإرهاب؛ وتعزيز جهودنا الرامية إلى تنفيذ برامج لمكافحة التوجُّهات الراديكالية، والعمل على أن يقدَّم إلى العدالة أي شخص يشارك في تمويل أفعال إرهابية أو التخطيط أو الإعداد لها أو ارتكابها أو دعمها، امتثالاً للالتزامات التي يقضي بها القانون الدولي، وكذلك أحكام القانون الداخلي المنطبقة
- تنفيذ تدابير فعَّالة لكشف ومنع ومكافحة الفساد، وكذلك نقل الموجودات المتأتية من الفساد إلى الخارج وغسلها؛ وتدعيم التعاون الدولي والمساعدة المقدَّمة إلى الدول الأعضاء في مجال التعرُّف على تلك الموجودات وتجميدها أو حجزها، وكذلك استردادها أو إعادتها، وفقاً لأحكام اتفاقية الأمم المتحدة لمكافحة الفساد، وخصوصاً فصلها الخامس؛ والعمل في هذا الصدد على مواصلة مناقشة طرائق مبتكرة لتحسين تبادل المساعدة القانونية من أجل تسريع إجراءات استرداد الموجودات وزيادة فرص نجاحها، مع الاستفادة أيضاً من التجارب والمعارف المكتسبة من خلال تنفيذ مبادرة استرداد الموجودات المسروقة، التابعة لمكتب الأمم المتحدة المعني بالمخدِّرات والجريمة
- استحداث استراتيجيات لمنع ومكافحة جميع التدفُّقات المالية غير المشروعة، وتأكيد الحاجة العاجلة إلى اعتماد تدابير أنجع لمكافحة الجرائم الاقتصادية والمالية، بما فيها الاحتيال، وكذلك الجرائم الضريبية وجرائم الشركات، خصوصاً في جوانبها عبر الوطنية ذات الصلة
- تدعيم الإجراءات القائمة، أو اعتماد إجراءات جديدة عند الاقتضاء، لمنع غسل الأموال ومكافحته على نحو أنجع، وتعزيز التدابير الرامية إلى كشف العائدات الإجرامية، بما فيها الأموال وسائر الموجودات التي لا يُعرَف منشؤها والتي توجد في ملاذات آمنة، واقتفاء أثر تلك الأموال والموجودات وتجميدها وحجزها واستردادها، بغرض مصادرتها في نهاية المطاف، بما في ذلك مصادرتها بدون الاستناد إلى إدانة، عند الاقتضاء، وبما يتوافق مع القانون الداخلي، وضماناً لشفافية التصرُّف في العائدات المصادرة
- استحداث وتنفيذ آليات مناسبة لإدارة الموجودات المجمدة أو المحجوزة أو المصادرة التي هي عائدات إجرامية وللحفاظ على قيمة تلك الموجودات وحالتها، وكذلك توطيد التعاون الدولي في المسائل الجنائية واستكشاف سُبل تقديم الدول، بعضها إلى بعض، قدراً مماثلاً من العون في الإجراءات المدنية والإدارية التي تستهدف مصادرة تلك الموجودات
- اتخاذ تدابير ملائمة لمنع ومكافحة الاتجار بالأشخاص وتهريب المهاجرين، مع حماية الضحايا وأولئك الذين كانوا هدفاً لهذين النوعين من الجرائم، باتخاذ كل ما يلزم من خطوات قانونية وإدارية وفقاً لأحكام البروتوكولين ذوي الصلة، حسب الاقتضاء، وتوطيد التعاون والتنسيق فيما بين الأجهزة على الصعيد الوطني، وكذلك توثيق التعاون الثنائي والإقليمي والمتعدِّد الأطراف
- النظر في القيام، بالتزامن مع التحرِّي عن الجرائم المتعلقة بالاتجار بالأشخاص وتهريب المهاجرين وملاحقة مرتكبيها، بتحرِّيات مالية بهدف اقتفاء وتجميد ومصادرة العائدات المتأتية من تلك الجرائم، وفي اعتبار تلك الأفعال جرائم أصلية ممهِّدة لغسل الأموال، وكذلك في تعزيز التنسيق وتقاسم المعلومات بين الأجهزة ذات الصلة
- القيام، حسب الاقتضاء، باستحداث واعتماد تدابير فعَّالة لمنع ومكافحة صنع الأسلحة النارية وأجزائها ومكوِّناتها والذخيرة، وكذلك المتفجرات، والاتجار بها بصورة غير مشروعة، بوسائل منها تنظيم حملات توعية تهدف إلى القضاء على الاستخدام غير المشروع للأسلحة النارية وصنع المتفجرات بصورة غير مشروعة؛ وتشجيع الدول الأطراف في بروتوكول مكافحة صنع الأسلحة النارية وأجزائها ومكوِّناتها والذخيرة والاتجار بها بصورة غير مشروعة، المكمِّل لاتفاقية الأمم المتحدة لمكافحة الجريمة المنظَّمة عبر الوطنية،( ) على تدعيم تنفيذ ذلك البروتوكول بوسائل منها النظر في استخدام الأدوات المتاحة، بما فيها تكنولوجيات الوسم وحفظ السجلات، تسهيلاً لاقتفاء أثر الأسلحة النارية، وكذلك أجزائها ومكوِّناتها والذخيرة حيثما أمكن ذلك، من أجل تعزيز التحقيقات الجنائية في جرائم الاتجار غير المشروع بالأسلحة النارية؛ ودعم تنفيذ برنامج العمل لمنع الاتجار غير المشروع بالأسلحة الصغيرة والأسلحة الخفيفة بكل جوانبه ومكافحة ذلك الاتجار والقضاء عليه؛( ) والتنويه بما قدَّمته الصكوك الموجودة بشأن هذه المسألة، وبشأن المسائل المتصلة بها، من مساهمات على الصعيدين الإقليمي والدولي
- تكثيف جهودنا الرامية إلى معالجة مشكلة المخدِّرات العالمية، بالاستناد إلى مبدأ المسؤولية العامة والمشتركة وباتِّباع نهج شامل ومتوازن، بوسائل

منها تعزيز فعالية التعاون الثنائي والإقليمي والدولي فيما بين السلطات القضائية وسلطات إنفاذ القانون، من أجل مكافحة ضلوع الجماعات الإجرامية المنظَّمة في إنتاج المخدِّرات والاتجار به بصورة غير مشروعة وما يتصل بذلك من أنشطة إجرامية، واتخاذ خطوات للحدِّ من العنف المصاحب للاتجار بالمخدِّرات
- مواصلة استكشاف جميع الخيارات المتعلقة بإنشاء آلية أو آليات ملائمة وفعَّالة لمساعدة مؤتمر الأطراف في اتفاقية الأمم المتحدة لمكافحة الجريمة المنظَّمة عبر الوطنية على استعراض تنفيذ تلك الاتفاقية والبروتوكولات الملحقة بها على نحو فعَّال وناجع
- دعوة الدول الأعضاء إلى الاستفادة من معاهدات الأمم المتحدة النموذجية بشأن التعاون الدولي في المسائل الجنائية عند النظر في صوغ اتفاقات مع دول أخرى، واضعةً في اعتبارها قيمة تلك المعاهدات كأدوات مهمة لتطوير التعاون الدولي، ودعوة لجنة منع الجريمة والعدالة الجنائية إلى مواصلة مبادرتها الرامية إلى استبانة معاهدات الأمم المتحدة النموذجية التي قد تحتاج إلى تحديث، بالاستناد إلى المساهمات الواردة من الدول الأعضاء.

(9) نسعى إلى التكفُّل بأن تصبح منافع التقدُّم الاقتصادي والاجتماعي والتكنولوجي قوة إيجابية تعزِّز جهودنا الرامية إلى منع ومكافحة أشكال الإجرام الجديدة والمستجدة والناشئة. وندرك مسؤوليتنا المتمثلة في التصدِّي على النحو المناسب لما تطرحه تلك الجرائم من أخطار مستجدة وناشئة. ولذلك نسعى جاهدين إلى:
- استحداث وتنفيذ تدابير مضادة شاملة على صعيد منع الجريمة والعدالة الجنائية، تشمل تدعيم قدرات أجهزتنا القضائية ومؤسساتنا المعنية بإنفاذ القانون؛ والقيام عند الاقتضاء باعتماد تدابير تشريعية وإدارية لمنع ومكافحة أشكال الإجرام الجديدة والمستجدة والناشئة على الصعيد الوطني والإقليمي والدولي، آخذين بعين الاعتبار نطاق انطباق اتفاقية الأمم المتحدة لمكافحة الجريمة المنظَّمة عبر الوطنية فيما يخص «الجرائم الخطيرة»، وذلك بما يتوافق مع التشريعات الوطنية
- استكشاف تدابير خاصة تهدف إلى توفير بيئة سيبرانية آمنة ومتينة؛ وإلى منع ومكافحة الأنشطة الإجرامية التي تنفَّذ عبر الإنترنت، مع إيلاء اهتمام خاص لسرقة الهوية والتجنيد لغرض الاتجار بالأشخاص ولحماية الأطفال من الاستغلال والتعدِّي عبر الإنترنت؛ وتوطيد التعاون بين أجهزة إنفاذ القانون على الصعيدين الوطني والدولي، لأغراض منها التعرُّف على الضحايا وحمايتهم بوسائل منها إزالة المواد الخلاعية المتعلقة بالأطفال، وخصوصاً صور التعدِّي الجنسي على الأطفال، من الإنترنت؛ وتعزيز أمن الشبكات الحاسوبية وصون سلامة البنى التحتية ذات الصلة؛ والسعي إلى تقديم مساعدة تقنية طويلة الأمد وخدمات لبناء قدرات السلطات الوطنية من أجل تدعيم قدرتها على التصدِّي للجرائم السيبرانية، بما في ذلك منع كل أشكال تلك الجرائم وكشفها والتحرِّي عنها وملاحقة مرتكبيها. وننوِّه، إلى جانب ذلك، بأنشطة فريق الخبراء الحكومي الدولي المفتوح العضوية المعني بإجراء دراسة شاملة عن مشكلة الجريمة السيبرانية وتدابير التصدِّي لها من جانب الدول الأعضاء والمجتمع الدولي والقطاع الخاص؛ وندعو لجنة منع الجريمة والعدالة الجنائية إلى النظر في إصدار توصية بأن يواصل فريق الخبراء، مستنِداً إلى عملها، تبادل المعلومات عن التشريعات الوطنية والممارسات الفضلى والمساعدة التقنية والتعاون الدولي، بغية دراسة الخيارات المتاحة لتدعيم التدابير القانونية أو غير القانونية المتخذة حاليًّا على الصعيدين الوطني والدولي لمواجهة الجريمة السيبرانية واقتراح تدابير جديدة لهذا الغرض.
- تدعيم وتنفيذ تدابير شاملة في مجال منع الجريمة والعدالة الجنائية من أجل التصدِّي للاتجار غير المشروع بالممتلكات الثقافية، بغية توفير أوسع قدر ممكن من التعاون الدولي على التصدِّي لتلك الجريمة؛ ومراجعة وتدعيم التشريعات الداخلية الرامية إلى مكافحة الاتجار بالممتلكات الثقافية، حيثما اقتضى الأمر، بما يتوافق مع التزاماتنا بمقتضى الصكوك الدولية، بما فيها، حسب الاقتضاء، الاتفاقية المتعلقة بالوسائل التي تستخدم لحظر ومنع استيراد وتصدير ونقل ملكية الممتلكات الثقافية بطرائق غير مشروعة( ) لعام 1970، ومع مراعاة المبادئ التوجيهية الدولية بشأن تدابير منع الجريمة والعدالة الجنائية فيما يتعلق بالاتجار بالممتلكات الثقافية وما يتصل به من جرائم أخرى؛( ) ومواصلة جمع وتقاسم المعلومات والبيانات الإحصائية عن الاتجار بالممتلكات الثقافية، وخصوصاً عن الاتجار الذي تَضلُع فيه جماعات إجرامية منظَّمة أو تنظيمات إرهابية؛ ومواصلة النظر في إمكانية الاستفادة من المعاهدة النموذجية لمنع جرائم انتهاك التراث الثقافي للشعوب الموروث في شكل ممتلكات منقولة( ) والمعايير والقواعد الدولية الموجودة في هذا الميدان، وفي إمكانية إدخال تحسينات عليها، في تعاون وثيق مع منظمة الأمم المتحدة للتربية والعلم والثقافة والمنظمة الدولية للشرطة الجنائية وسائر المنظمات الدولية المختصة، ضماناً لتنسيق الجهود في سبيل الوفاء بولاية كل منها
- إجراء مزيد من البحوث حول الصلات بين الجريمة الحضرية وغيرها من مظاهر الجريمة المنظَّمة في بعض البلدان والمناطق، بما فيها الجرائم التي ترتكبها العصابات، وتبادل التجارب المكتسبة في تنفيذ برامج وسياسات فعَّالة لمنع الجريمة والعدالة الجنائية، وكذلك المعلومات المتعلقة بتلك البرامج والسياسات، فيما بين الدول الأعضاء وبينها وبين المنظمات الدولية والإقليمية ذات الصلة، من أجل معالجة تأثير الجريمة الحضرية والعنف المرتبط بالعصابات على فئات سكانية وأماكن معينة، من خلال نهوج مبتكرة تعزِّز إشراك جميع فئات المجتمع وتزيد من فرص العمل وتسهِّل إعادة إدماج المراهقين والشباب في المجتمع
- اعتماد تدابير فعَّالة لمنع ومكافحة المشكلة الخطيرة المتمثِّلة في الجرائم التي تؤثِّر على البيئة، مثل الاتجار بالأحياء البرية، بما فيها النباتات والحيوانات المحمية باتفاقية التجارة الدولية بأنواع الحيوانات والنباتات البرية المهدَّدة بالانقراض،( ) والخشب والمنتجات الخشبية والنفايات الخطرة، وكذلك الصيد غير المشروع، من خلال تدعيم التشريعات والتعاون الدولي وبناء القدرات وتدابير العدالة الجنائية وجهود إنفاذ القانون التي تستهدف، ضمن جملة أمور، التصدِّي لأنشطة الجريمة المنظَّمة عبر الوطنية والفساد وغسل الأموال المرتبطة بذلك النوع من الجرائم
- ضمان امتلاك مؤسساتنا المعنية بإنفاذ القانون والعدالة الجنائية ما يلزم من خبرات فنية وقدرات تقنية لمواجهة أشكال الإجرام الجديدة والمستجدة هذه، في تعاون وتنسيق وثيقين فيما بينها، وتزويد تلك المؤسسات بالدعم المالي والهيكلي اللازم
- مواصل تحليل وتبادل المعلومات والممارسات المتعلقة بأشكال ناشئة أخرى للجريمة المنظَّمة عبر الوطنية ذات تأثيرات متباينة على الصعيدين الإقليمي والعالمي، بهدف منع الجريمة ومكافحتها على نحو أنجع وتدعيم سيادة القانون. ويمكن أن تشمل هذه الأشكال، حسب مقتضى الحال، تهريب البترول ومشتقاته، والاتجار بالمعادن والأحجار الثمينة، والتعدين غير المشروع، وتزييف السلع ذات العلامات التجارية، والاتجار بأعضاء الإنسان ودَمِه وأنسجته، والقرصنة والجرائم المنظَّمة عبر الوطنية المرتكبة في البحر.

(10) ندعم استحداث وتنفيذ عملية تشاورية وتشاركية في مجال منع الجريمة والعدالة الجنائية من أجل إشراك جميع أعضاء المجتمع، بمن فيهم أولئك المعرَّضون لخطر الإجرام والإيذاء، لجعل جهودنا الوقائية أكثر فعالية واستثارة ثقة الناس في نظم العدالة الجنائية. وندرك دورنا القيادي ومسؤوليتنا على جميع المستويات في مجال استحداث وتنفيذ استراتيجيات لمنع الجريمة وسياسات للعدالة الجنائية على الصعيدين الوطني ودون الوطني. وندرك أيضاً أنَّ تعزيز فعالية تلك الاستراتيجيات واتسامها بالإنصاف يتطلَّب منا اتخاذ تدابير لضمان إسهام المجتمع المدني والقطاع الخاص والمؤسسات الأكاديمية، بما فيها شبكة المعاهد المنتسبة إلى برنامج الأمم المتحدة لمنع الجريمة والعدالة الجنائية، وكذلك وسائط الإعلام وسائر الجهات المعنية ذات المصلحة، في صوغ وتنفيذ سياسات منع الجريمة. ولذلك نسعى إلى:
- تخطيط وتنفيذ سياسات وبرامج شاملة تعزز التنمية الاجتماعية – الاقتصادية، مع التركيز على منع الجريمة، بما فيها الجريمة الحضرية والعنف، وتقديم الدعم إلى الدول الأعضاء الأخرى في مساعيها المبذولة لهذا الغرض، خصوصاً من خلال تبادل التجارب والمعلومات ذات الصلة عن السياسات والبرامج التي نجحت في الحدِّ من الإجرام والعنف من خلال السياسات الاجتماعية
- استحداث برامج توعية لتوصيل القيم الأساسية، تستند إلى سيادة القانون، وتُدعَم ببرامج تثقيفية، وتُشفَع بسياسات اقتصادية واجتماعية تعزِّز المساواة والتضامن والعدل، ومد يد العون إلى الشباب بغية الاستفادة منهم كعناصر مساعدة على التغيير الإيجابي
- الترويج لثقافة عِمادُها الامتثال للقانون تقوم على حماية حقوق الإنسان وسيادة القانون وتراعي في الوقت نفسه الهوية الثقافية، مع إيلاء اهتمام خاص للأطفال والشباب، والتماس دعم المجتمع المدني، وتكثيف جهودنا وتدابيرنا الوقائية التي تستهدف الأسر والمدارس والمؤسسات الدينية والثقافية والمنظمات المجتمعية والقطاع الخاص وتستغل كامل إمكاناتها من أجل معالجة الأسباب الاجتماعية والاقتصادية والجذرية لظاهرة الإجرام
- الترويج لإدارة الن‍زاع الاجتماعي وتسويته من خلال الحوار وآليات المشاركة المجتمعية، بوسائل منها توعية الناس ومنع الإيذاء وزيادة التعاون بين عامة الناس والسلطات المختصة والجمعيات الأهلية وتشجيع العدالة التصالحية
- تعزيز ثقة الناس في نظم العدالة الجنائية من خلال منع الفساد والترويج لحماية حقوق الإنسان، وكذلك تعزيز الكفاءة المهنية والرقابة في جميع قطاعات نظام العدالة الجنائية، مما يكفل تيسُّر الوصول إليه وتلبيته لاحتياجات جميع الأفراد وحقوقهم
- استكشاف إمكانية استخدام تكنولوجيات المعلومات والاتصالات التقليدية والجديدة في صوغ سياسات وبرامج لتدعيم نظم منع الجريمة والعدالة الجنائية، لأغراض منها استبانة المسائل المتعلقة بسلامة الناس وتعزيز مشاركتهم
- الترويج لتحسين نظم الحكومة الإلكترونية في مجال منع الجريمة والعدالة الجنائية، بغية تعزيز مشاركة الناس، وتشجيع استخدام التكنولوجيات الجديدة لتسهيل التعاون وإقامة الشراكات بين أفراد الشرطة والمجتمعات المحلية التي يخدمونها، وكذلك تقاسُم الممارسات الجيدة وتبادل المعلومات عن الخفارة المجتمعية
- تدعيم الشراكات بين القطاعين العام والخاص في مجال منع ومكافحة الإجرام بكل أشكاله ومظاهره
- التكفُّل بأن يكون الاطلاع على محتوى القانون متيسِّراً لعامة الناس، وتعزيز شفافية المحاكمات الجنائية حسبما يكون مناسباً
- إرساء ممارسات وتدابير لتشجيع الناس، لا سيما الضحايا، على التبليغ عن الحوادث الإجرامية والفساد ومتابعة ما يجري بشأنها، أو تدعيم الممارسات والتدابير الموجودة بهذا الشأن، واستحداث وتنفيذ تدابير لحماية المبلِّغين والشهود
- النظر في التشارك مع المبادرات المجتمعية ودعمها، وتعزيز مشاركة المواطنين بصورة فعالة في ضمان سُبل الوصول إلى العدالة للجميع، بما في ذلك وعيهم بحقوقهم، وكذلك إشراكهم في منع الجريمة ومعاملة الجناة، بوسائل منها توفير فرص للخدمة المجتمعية ودعم إعادة إدماج الجناة في المجتمع وإعادة تأهيلهم؛ والعمل في هذا الشأن على تشجيع تقاسُم الممارسات الفضلى وتبادل المعلومات عن سياسات وبرامج إعادة الإدماج الاجتماعي ذات الصلة وعما يتصل بذلك من شراكات بين القطاعين العام والخاص
- تشجيع مشاركة القطاع الخاص الفعالة في منع الجريمة، وكذلك في برامج الإشراك الاجتماعي ومخططات تعزيز فرص الحصول على عمل أمام أفراد المجتمع الضعفاء، بما فيهم الضحايا والمطلَق سراحهم من السجون
- بناء وصون القدرات اللازمة لدراسة ظاهرة الإجرام، وكذلك علوم الاستدلال الجنائي وإصلاح الجانحين، والاستفادة من الخبرات العلمية المعاصرة في صوغ السياسات والبرامج والمشاريع ذات الصلة وتنفيذها.

(11) إذ نواصل جهودنا الرامية إلى تحقيق الأهداف الواردة في هذا الإعلان وتعزيز التعاون الدولي والتمسُّك بسيادة القانون والتكفُّل بأن تكون نظمنا المعنية بمنع الجريمة والعدالة الجنائية فعالة ومنصفة وإنسانية وخاضعة للمساءلة، نؤكد مجدَّداً أهمية وجود سياسات وبرامج وافية بالغرض وطويلة الأمد ومستدامة وفعالة لتقديم المساعدة التقنية وبناء القدرات. ولذلك، نسعى جاهدين إلى:
- مواصلة تقديم تمويل كافٍ وثابت وقابل للتنبؤ به دعماً لصوغ وتنفيذ برامج فعالة لمنع ومكافحة الإجرام بكل أشكاله ومظاهره، بناءً على طلب الدول الأعضاء، واستناداً إلى تقييم لاحتياجاتها وأولوياتها الخاصة، في تعاونٍ وثيق مع مكتب الأمم المتحدة المعني بالمخدِّرات والجريمة
- دعوة مكتب الأمم المتحدة المعني بالمخدِّرات والجريمة وشبكة المعاهد المنتسبة إلى برنامج الأمم المتحدة لمنع الجريمة والعدالة الجنائية وجميع كيانات الأمم المتحدة والمنظمات الدولية والإقليمية ذات الصلة إلى أن تواصل، لدى أداء مهام ولايتها، التنسيق والتعاون مع الدول الأعضاء من أجل اتخاذ تدابير فعالة للتصدي للتحدِّيات المواجَهة على الصعيد الوطني والإقليمي والعالمي، وكذلك تدعيم فعالية مشاركة الناس في شؤون منع الجريمة والعدالة الجنائية، بوسائل منها إعداد الدراسات وصوغ البرامج وتنفيذها.

(12) نؤكِّد مجدَّداً أنَّ مكتب الأمم المتحدة المعني بالمخدِّرات والجريمة يظل شريكاً أساسياً لتحقيق تطلعاتنا في ميدان منع الجريمة والعدالة الجنائية، ولتنفيذ أحكام هذا الإعلان.
(13) نرحِّب مع التقدير بالعرض المقدَّم من حكومة اليابان لاستضافة مؤتمر الأمم المتحدة الرابع عشر لمنع الجريمة والعدالة الجنائية، الذي سيُعقد في عام 2020.
(14) نعرب عن امتناننا العميق لقطر، شعباً وحكومةً، لما أبدَّته من حفاوة وكرم ضيافة، وما وفَّرته للمؤتمر الثالث عشر من مرافق ممتازة.